# Ауб, Макс
Макс Ауб (исп.  Max Aub; 2 июня 1903, Париж — 22 июля 1972, Мехико) — испанский и мексиканский писатель немецкого происхождения.

## Биография
Из богатой семьи. Отец, торговец, выходец из Баварии, разъезжая по Европе, с 1898 нередко бывал в Испании. Мать родилась в Париже, но её предки жили в Саксонии. Ребёнок воспитывался среди женщин и рос двуязычным: дома говорил на немецком, на улице и в коллеже — по-французски. До 1914 семейство жило во Франции, затем, с началом войны перебралось к отцу семейства в Валенсию, где его застала война и откуда он как германский подданный не мог вернуться во Францию. В 1916 семья получила испанское гражданство.
Макс, перешедший на испанский язык, учился в Валенсии. Благодаря состоянию отца он мог не заботиться о заработке и много путешествовал, запоем читал. В 1921 познакомился с Жюлем Роменом, чей унанимизм оказал на него в этот период большое влияние. Публиковался во французской прессе (La Nouvelle Revue Française и др.), в журнале Ортеги-и-Гассета Revista de Occidente. Занимался торговлей, как и отец. Много разъезжал по стране, регулярно бывал в Каталонии, сблизился с каталанскими писателями и художниками. В 1928 вступил в Испанскую социалистическую рабочую партию. Был близок к представителям поколения 1927 года (Гарсиа Лорка, Гильен, Бунюэль). В 1933 побывал в СССР, интересовался театральными поисками Мейерхольда и Таирова. Во время Гражданской войны исполнял дипломатические поручения республиканского правительства в Париже. В Испании участвовал в съемках фильма «Земля Теруэля» по роману Андре Мальро «Надежда», тесно общался с писателем.
В 1939 году эмигрировал во Францию. В 1940 году был арестован как коммунист, несколько месяцев провел в лагере. В 1941 году арестован вновь, депортирован в Алжир. В 1942 году сумел бежать, через Касабланку эмигрировал в Мексику, где вскоре к нему присоединилась семья и где он прожил всю оставшуюся жизнь. Получил мексиканское гражданство. Дружил с другими испанскими эмигрантами в стране. Активно работал в кино, в том числе был одним из авторов сценария фильма Бунюэля «Забытые» (1950). После 1956 года посещал Европу, в 1969 году побывал в Испании.
Был членом жюри Каннского МКФ (1965).

## Избранные произведения

### Стихотворения
- Los poemas cotidianos (1925)
- Diario de Djelfa (1944)
- Antología traducida (1963)
- Versiones y subversiones (1971)
- Imposible Sinaí (1982)

### Пьесы
- El desconfiado prodigioso (1924)
- Espejo de avaricia (1927)
- Narciso (1928)
- San Juan (1943)
- Morir por cerrar los ojos (1944)
- El rapto de Europa (1946)
- Deseada (1950)
- Obras en un acto (1960)
- El cerco (1968)

### Романы
- Luis Álvarez Petreña (1934, оконч. изд. 1971)
- El laberinto mágico (цикл романов о гражданской войне в Испании)
  - Campo cerrado (1943)
  - Campo de sangre (1945)
  - Campo abierto (1951)
  - Campo del Moro (1963)
  - Campo francés (1965)
  - Campo de los almendros (1967)
- Las buenas intenciones [1954)
- Jusep Torres Campalans (1958, роман о художественной жизни Барселоны и Парижа в начале XX в.)
- La calle de Valverde (1961)
- Juego de Cartas (1964)

### Сборники рассказов
- No son cuentos (1944)
- Ciertos cuentos, cuentos ciertos (1955)
- Crímenes ejemplares (1957)
- Cuentos mexicanos (1959)
- La verdadera historia de la muerte de Francisco Franco y otros cuentos (1960)
- El zopilote y otros cuentos mexicanos (1964)
- Historias de mala muerte (1965)

## Публикации на русском языке
- [Новеллы]// Испанская новелла XX века. М.: Художественная литература, 1965
- Избранное. М.: Радуга , 1989 (Мастера зарубежной прозы)

## Признание
В 2001 в честь писателя назван астероид 72827. Ему посвящён биографический роман Хавьера Киньонеса (2007). В 2009 Институт Сервантеса в Алжире присвоил своей библиотеке имя Макса Ауба.